# Billions
Billions là một bộ phim truyền hình chính kịch của Mỹ được tạo ra bởi Brian Koppelman, David Levien và Andrew Ross Sorkin. Bộ phim được công chiếu lần đầu trên Showtime vào ngày 17 tháng 1 năm 2016, và đã sản xuất năm phần hoàn chỉnh cho đến nay, với mùa thứ sáu bị đình chỉ sản xuất. Loạt phim thường lấy bối cảnh tại các trung tâm tài chính lớn, nổi bật nhất là New York và Connecticut. Bộ phim kể về câu chuyện của nhà quản lý quỹ đầu cơ Bobby Axelrod (Damian Lewis), khi anh ta tích lũy tài sản và quyền lực trong thế giới tài chính cao cấp. Các chiến thuật tích cực của Axelrod để đảm bảo lợi nhuận cao thường bị chuyển thành các hành vi bất hợp pháp - mà Luật sư Hoa Kỳ Chuck Rhoades (Paul Giamatti) cố gắng truy tố. Một dàn diễn viên phụ đông đảo hỗ trợ mạch truyện của bộ truyện.

## Nội dung
Luật sư Hoa Kỳ cho Quận phía Nam của New York Chuck Roades (Giamatti) theo đuổi vua quỹ đầu cơ và nhà từ thiện nổi tiếng Bobby "Axe" Axelrod (Lewis). Một khóa học va chạm, với mỗi người sử dụng tất cả những thông minh và ảnh hưởng đáng kể của mình để vượt trội hơn người kia.

## Diễn viên
- Paul Giamatti trong vai Charles "Chuck" Rhoades, Jr.
- Damian Lewis trong vai Robert "Bobby" Axelrod (mùa 1–5)
- Malin Åkerman trong vai Lara Axelrod (đóng vai chính mùa 1–3; khách mời mùa 4)
- Toby Leonard Moore trong vai Bryan Connerty (đóng vai chính mùa 1–4; khách mời mùa 5)
- David Costabile trong vai Mike "Wags" Wagner
- Asia Kate Dillon trong vai Taylor Amber Mason (diễn lại phần 2; đóng vai chính từ mùa 3 – nay)
- Jeffrey DeMunn trong vai Charles Rhoades, Sr. (định kỳ từ mùa 1–2; đóng vai chính từ mùa 3 – hiện tại)
- Kelly AuCoin trong vai "Dollar" Bill Stearn (định kỳ từ mùa 1–3; đóng vai chính từ mùa 4 – hiện tại)
- Corey Stoll trong vai Hoàng tử Michael Thomas Aquinius (tái diễn mùa 5; đóng chính mùa 6)
- Daniel Breaker trong vai Scooter Dunbar (phần 5 định kỳ; phần 6 đóng vai chính)